# Aquae (ville romaine)
Aquae était le nom latin d'une ville thermale de la Gaule narbonnaise, elle est devenue la ville d'Aix-les-Bains.

## Toponymie
Aquae n’est que rarement citée dans les textes épigraphiques et jamais par les auteurs romains connus. Toutefois, deux inscriptions conservées par le musée archéologique font mention d’Aquæ (« les Eaux ») et d’Aquensis (« les habitants du lieu des Eaux »). Les épithètes Aquæ Allobrogum, Aquæ Domitianæ, Aquæ Gratiane parfois accolés à Aquae ne reposent sur aucune source historique fiable.

## Histoire
Les historiens s’accordent à dire qu’Aix est née de ses sources d’eau à l’époque romaine, sur les restes d’un habitat celtique. Les premières occupations du site ont été datées par Alain Canal du premier siècle avant notre ère, cependant rien ne permet d’attribuer ces vestiges à un habitat fixe. 

### La ville romaine
Le site d'Aix-les-Bains occupé depuis le Ier siècle avant notre ère fut aménagé progressivement entre les Ier et IIe siècles. L’occupation semble s’être faite à partir de l’édification des thermes romains, autour duquel rayonnaient des édifices monumentaux présentés sur un système de terrasses, qui ont évolué plusieurs fois au cours de la période romaine. Si les sources chaudes furent à l’origine de l’emplacement choisi d’autres facteurs, comme la qualité du site, ont peut-être été déterminant.  
La situation administrative du lieu est connue par l’épigraphie, qui nous apprend qu’Aquae était au Ier siècle de notre ère un vicus rattaché la civitas des Allobroges, dont le chef-lieu était Vienne (Vienne). Il était administré par un conseil de « decemlecti » (conseil municipal de dix membres).
Les riches habitants du vicus avaient offerts aux dieux : un bois sacré et une vigne.
Nous ne connaissons ni l'étendue du vicus gallo romain d’Aquae, ni la disposition de son habitat ni quelles étaient les activités du vicus. Les seuls indices dont nous disposons sont issus de la carte archéologique des vestiges dressée par les services archéologiques de la DRAC, et l'archéologue Alain Canal. Celui-ci permet alors de conclure que « Paradoxalement, si Aix a livré de nombreux documents illustrant l’ancienneté du site et la qualité de l’urbanisme monumental dès le début de l’Empire, nous n’avons aucune connaissance précise sur l’ordonnance de cette bourgade ».

## Vestiges

### Les thermes romains
Les archéologues ont découvert au cours de fouilles un important complexe thermal, à proximité immédiate des sources. 
Sur une terrasse inférieure, à l’ouest, se trouvait l’arc de Campanus, arc funéraire de la famille des Campanii, probablement construit au Ier siècle.

### Le temple dit «de Diane»
Plus en aval, une seconde terrasse portait le temple dit de « Diane », qui avait remplacé au IIe siècle un édifice circulaire plus ancien, probablement contemporain de l’arc.
En 1868, la ville d'Aix-les-Bains racheta le temple à la famille de Seyssel et y installa le musée archéologique municipal..
Des fouilles archéologiques effectuées en 1988-1989 ont permis d'établir que la construction de l'édifice permettant de situer la date de construction de ´édifice se situerait dans la première moitié du IIe siècle.

### Les nécropoles et autres vestiges
Des vestiges de nécropoles ont été dégagés au nord du temple de Diane. Le Parc floral des Thermes ainsi que différents autres lieux éparpillés dans la ville, renferment de nombreux vestiges très divers : restes de nécropoles, poteries, etc. Cependant, aucune pièce maîtresse qui aurait conduit à des fouilles archéologiques approfondies n'est présente.